# هوشنگ ملک لو
هوشنگ ملک‌لو بازیکن و کاپیتان سابق تیم ملی والیبال ایران است. او به عنوان بازیک در رده باشگاهی سابقه عضویت در تیم‌های تاج، پرسپولیس، دارایی، دیهیم، ایرانا و بانک ملی را در کارنامه خود دارد.

## افتخارات

### باشگاهی
- ۱۳۴۸ - قهرمان باشگاه‌های تهران با تاج
- ۱۳۵۰ - قهرمان باشگاه‌های تهران - با تاج
- ۱۳۵۱ - نائب قهرمان باشگاه‌های تهران با تاج
- ۱۳۵۱ - قهرمان جام آزمایش با تاج
- ۱۳۵۱ - قهرمان جام انقلاب با تاج
- ۱۳۵۲ - عنوان سوم باشگاه‌های تهران با تاج
- ۱۳۵۳ - قهرمان باشگاه‌های تهران با تاج
- ۱۳۵۳ قهرمان جام دنیای ورزش با تاج
- ۱۳۵۴ - نائب قهرمان ایران (جام پاسارگارد) با پرسپولیس
- ۱۳۵۵ قهرمان ایران (جام ستاره‌ها) با پرسپولیس
- ۱۳۵۵ - نائب قهرمان ایران (جام پاسارکارد) با پرسپولیس
- ۱۳۵۶ نائب قهرمان ایران (جام ستاره‌ها) با ایرانا
- ۱۳۵۶ - نائب قهرمان ایران (جام پاسارگارد) با ایرانا

### ملی
- چهارمی بازی‌های آسیایی ۱۹۷۴
- چهارمی بازی‌های آسیایی ۱۹۷۰
- نائب قهرمان تورنمنت پنجاهمین سالگرد استقلال ترکیه ۱۳۵۲
- قهرمان جام کوروش کبیر ایران ۱۳۵۰